# City of South Perth
City of South Perth är en kommun i Australien. Den ligger i delstaten Western Australia, nära delstatshuvudstaden Perth. Antalet invånare är 41 989 vid folkräkningen 2016.
City of South Perth omfattar stadsdelarna Como, South Perth och Manning.